# Direito de Vencer
Direito de Vencer é uma minissérie brasileira produzida pela RecordTV, e exibida entre 14 de abril e 19 de junho de 1997.
Teve autoria de Ronaldo Ciambroni e direção-geral de Atílio Riccó.
Contou com João Vitti, Edwin Luisi e Luiz Carlos de Moraes nos papéis principais.

## Sinopse
Na década de 70, os irmãos Carlo Lucilli e Luigi Lucilli, herdeiros de um grande industrial, possuem uma relação complicada, pois Carlo é gay e Luigi, apesar de ser bem-sucedido na vida, não consegue engravidar sua esposa, e por isso pede ao irmão a doação de sêmen. No entanto, a criança, Cesco, chega ao mundo excepcional e é trocada por outro bebê na maternidade pelo nefasto avô.
Vinte e seis anos depois eles se reencontram e se envolvem em confusões, como as falcatruas de Luigi na empresa e a descoberta das trocas de bebês. Carlo manteve a criança numa instituição, a "Casa dos Amigos", por toda a vida e provoca muitos desencontros com isso. Em 1997, Cesco descobre tudo e lutará pelo "direito de vencer".

## Produção
Direito de Vencer utilizou temas controversos na teledramaturgia, como a esterilidade, a homossexualidade e a síndrome de Down — inclusive com uma portadora da síndrome no elenco, Vanessa de Miranda. Segundo João Vitti, que interpretou o também excepcional Cesco, Vanessa servia de parâmetro para os atores. Em entrevista, Vitti disse:
| “ | Nossos personagens são fiéis ao comportamento dos excepcionais. São como a Vanessa. Estamos mostrando a situação de uma maneira bonita. Acho que vamos ajudar famílias que têm filhos excepcionais a não escondê-los, mas colocá-los em instituições de ensino. | ” |

O autor, Ronaldo Ciambroni, também atuou na minissérie, como o excepcional Júlio. Foi reprisada em 2000, durante a madrugada.

## Elenco
| Ator                  | Personagem                    |
| --------------------- | ----------------------------- |
| João Vitti            | Cesco Martins / Paolo Lucilli |
| Nico Puig             | Paolo Lucilli / Cesco Martins |
| Sérgio Britto         | Giovanni Lucilli              |
| Edwin Luisi           | Carlo Lucilli                 |
| Luiz Carlos de Moraes | Luigi Lucilli                 |
| Tamara Taxman         | Yolanda Martins               |
| Liza Vieira           | Talma Lucilli                 |
| Leonardo Franco       | Túlio                         |
| Monique Lafond        | Élide                         |
| Wilma de Souza        | Adalia Lucilli                |
| Cidinha Milan         | Celina                        |
| Neusa Maria Faro      | Ana Maria                     |
| Fredy Allan           | Lucas                         |
| Ronaldo Ciambroni     | Júlio                         |
| Vanessa de Miranda    | Vanessa                       |
| Ana Kutner            | Carol                         |
| Bruno Giordano        | Fábio                         |
| Paulo Hesse           | Rodrigo                       |
| Turíbio Ruiz          | Rodolfo                       |
| Cristina Ciambroni    | Alice                         |
| Níveo Diegues         | Tino                          |
| Silvia Pompeu         | Sandra                        |
| Gisela Reimann        | Selma                         |